# Nyctemera letensis
Nyctemera letensis är en fjärilsart som beskrevs av P.Reich 1932. Nyctemera letensis ingår i släktet Nyctemera och familjen björnspinnare. Inga underarter finns listade i Catalogue of Life.